# Ambrogio Maestri

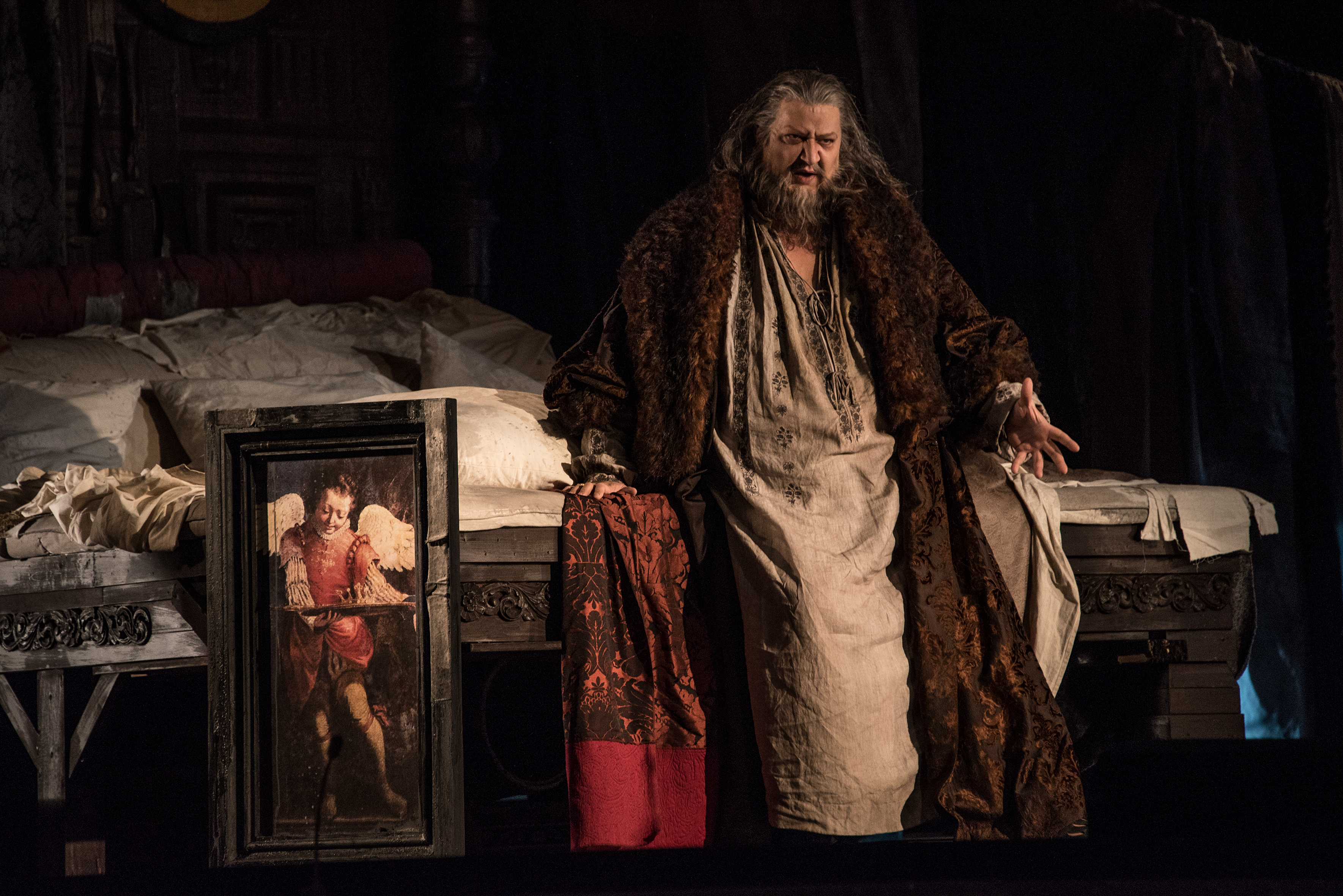
Als Falstaff an der Wiener Staatsoper, 2016

Ambrogio Maestri (geboren 1970 in Pavia) ist ein italienischer Opernsänger der Stimmlage Bassbariton, der insbesondere für seine Gestaltung der Titelpartie von Verdis Falstaff Bekanntheit erlangte.

## Leben, Werk
Ambrogio Maestri studierte Klavier und Gesang in seiner Heimatstadt Pavia. Er sang an den bedeutendsten Opernhäusern seines Heimatlandes, an der Mailänder Scala, am Teatro San Carlo in Neapel, am Teatro Regio in Parma, am Teatro dell’Opera in Rom, am Teatro Regio in Turin, am Teatro Verdi in Triest und in der Arena di Verona.
Eine seiner ersten Rolle war der Monterone in Verdis Rigoletto 1999 an der Washington National Opera, damals geleitet von Plácido Domingo. Es folgten Gastspiele an der Deutschen Oper Berlin, am Teatro Nacional de São Carlos in Lissabon, am Royal Opera House in London, am Teatro Real in Madrid und am Teatre del Liceu in Barcelona, an der Metropolitan Opera in New York City, an der San Francisco Opera und an der Wiener Staatsoper.
Rasch etablierte sich Maestri im komischen Fach, der Falstaff wurde zu seiner Paraderolle, die er an nahezu allen bedeutenden Opernhäusern der Welt verkörperte, in Wien, Mailand, London und Paris, in Zürich, Dresden, München, Madrid und Manchester, in São Paulo, Buenos Aires, New York und Tokio. Im Dezember 2013 widmete ihm die Metropolitan Opera in New York eine Neuinszenierung von Verdis Spätwerk, es war die 200. Aufführung Maestri in dieser Rolle. Es gibt mindestens zehn Gesamtaufnahmen des Falstaff mit Maestri in der Titelpartie, geleitet von Mark Elder, Daniele Gatti, James Levine, Fabio Luisi, Zubin Mehta, Riccardo Muti, Jonathan Nott, Roberto Paternostro und Jeffrey Tate. Den Falstaff verkörperte er auch in einer Verfilmung von Stephen Medcalf (Regie) und Andrea Battistoni (Musikalische Leitung). Die New Yorker Produktion ist bei Met Opera on Demand abrufbar. 2010 wurde ihm in Busseto ein Preis des "Circolo Lirico Europeo Falstaff" verliehen.
Abseits des Musikbetriebes erlangte er gewisse Bekanntheit für Rezepte und Kochvideos italienischer Gerichte, insbesondere von Risottos. Seine Kollegin Renée Fleming präsentierte während eines seiner Met-Gastspiele seine Anleitung für Risotto Salsiccia e Funghi auf YouTube.

## Repertoire
Schwerpunkt seines Repertoires sind komische Rollen, zuvörderst die Titelpartien in Falstaff, Don Pasquale und Gianni Schicchi, der Dulcamara in Donizettis L’elisir d’amore (gemeinsam mit Anna Netrebko an der Met) und der Tonio in Leoncavallos Pagliacci.
Er reüssierte auch als Bösewicht im tragischen Fach, beispielsweise als Iago in Verdis Otello oder als Barone Scarpia in Puccinis Tosca. Darüber hinaus war er in zahlreichen Verdi-Opern zu sehen und zu hören, in den Titelpartien von Nabucco, Rigoletto und Simon Boccanegra, weiters in La battaglia di Legnano, Il trovatore, La traviata, Un ballo in maschera, La forza del destino sowie als Amonasro in Aida. Einzelne veristische Partien runden das Repertoire ab, beispielsweise der Alfio in Mascagni Cavalleria rusticana, der Carlo Gérard in Giordano Andrea Chénier oder der Sharpless in Madama Butterfly.
Konzertant war er als Vicenzo Gellner in Catalanis La Wally im Wiener Konzerthaus zu hören sowie als Michonnet in Cilea Adriana Lecouvreur an der New Yorker Carnegie Hall. Letztere Rolle verkörperte er in der Folge auch in szenischen Aufführungen an Met und Scala.